# Roter Horntang

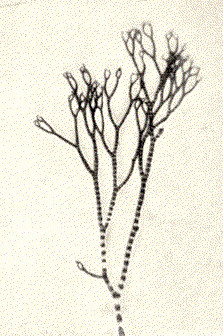
Vergrößerung der Zweigspitzen mit erkennbarer Ringelung

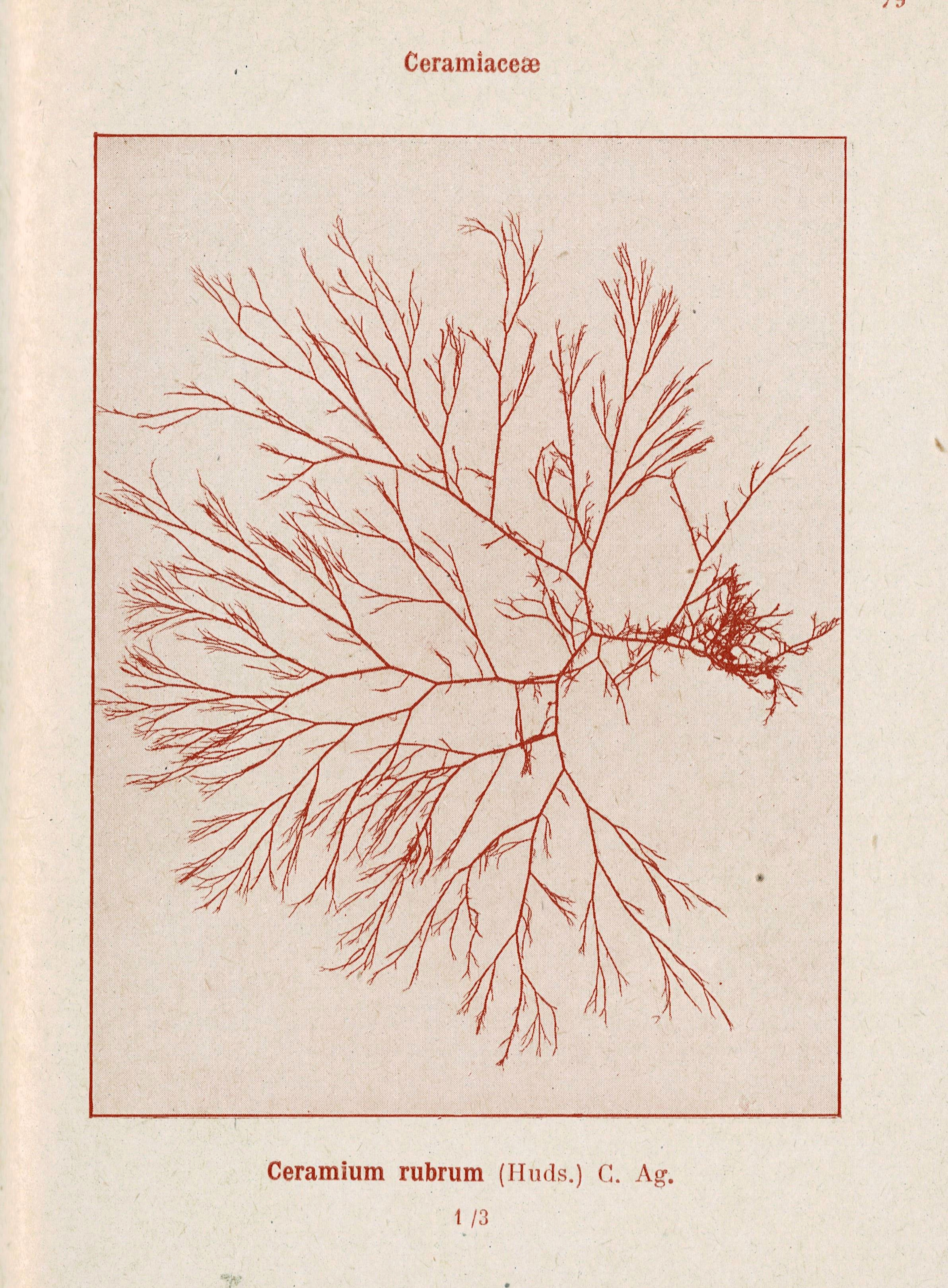
Illustration von Ceramium rubum

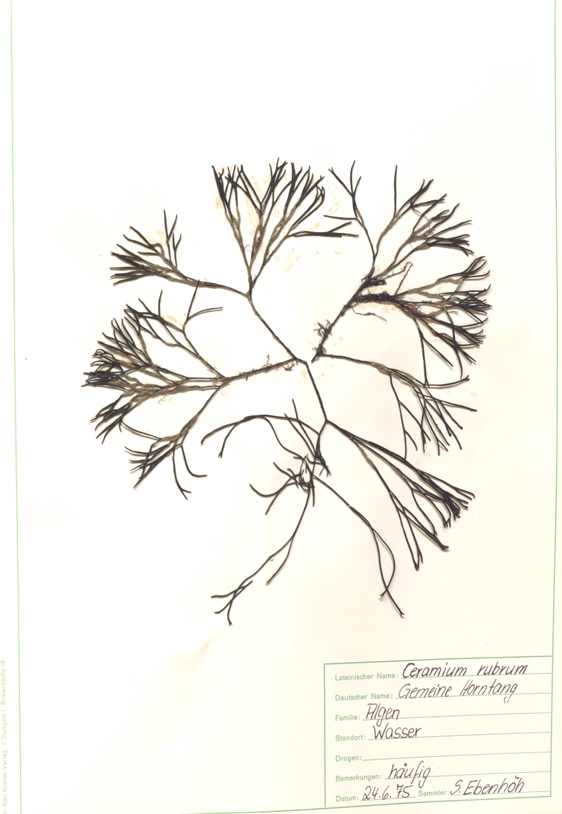
Ceramium rubum im Herbarium

Roter Horntang (Ceramium virgatum) ist eine Art der Rotalgen. Er ist fast weltweit an den Meeresküsten verbreitet und kommt auch in der Nordsee und Ostsee vor.

## Beschreibung
Der buschartige Thallus wird etwa 10 bis 40 cm groß und ist meist kräftig blutrot, seltener braunrot oder gelblich-grün gefärbt. Er besteht aus festen Fadenachsen bis 1 mm Durchmesser, die unregelmäßig gabelig und spitzwinkelig verzweigt sind. Streckenweise entspringen die Seitenäste auch einseitig. An den Spitzen verjüngen sich die Fäden und sind oft zangen- bis hornartig einwärts gekrümmt.  Die Fadenachsen sind vollständig berindet. Bei Vergrößerung schimmern die mittleren Zellen durch und lassen die Fäden geringelt erscheinen, mit bloßem Auge ist diese Gliederung aber kaum erkennbar.

## Entwicklungszyklus
Der Rote Horntang kommt das ganze Jahr über vor und ist im Sommer besonders reichlich zu finden. Die weiblichen Gametophyten tragen an kurzen Seitenästen kugelige Zystokarpien mit einigen kleinen Hüllästchen. Die männlichen Gametophyten sind im oberen Teil von einer Schicht farbloser Spermatangien umhüllt, welche einen schimmernden Belag bildet. Nach der Befruchtung entwickelt sich in den Zystokarpien der winzige Karposporophyt, dessen Sporen dann zum Tetrasporophyten auskeimen. Dieser ähnelt dem Gametophyten, besitzt aber meistens gerade Zweigspitzen. Die Tetrasporangien befinden sich zu mehreren nebeneinander in der Rindenschicht. Aus den Tetrasporen wachsen wieder neue Gametophyten heran.

## Vorkommen
Der Rote Horntang kommt fast weltweit in allen Meeren vor und ist im Nordost-Atlantik überall anzutreffen. In der Nordsee ist er am Helgoländer Felssockel, im Nord- und Ostfriesischen Wattenmeer sowie an den Küsten der westlichen und östlichen Ostsee verbreitet und häufig.
Er besiedelt die Gezeitenzone oder den Bereich darunter (oberes Sublitoral). Er wächst auf Felsen, Muscheln oder epiphytisch auf anderen Algen.

## Systematik
Die wissenschaftliche Erstbeschreibung erfolgte 1797 durch Albrecht Wilhelm Roth (in: Catalecta botanica, S. 148).
Ceramium virgatum ist sehr vielgestaltig und variiert in Größe, Farbe und Wuchsform. Es existieren zahlreiche Synonyme: Boryna nodulosa (Lightfoot) Grateloup, Ceramium flabelliferum Kützing, Ceramium lanciferum Kützing, Ceramium nobile J.Agardh, Ceramium nodulosum (Lightfoot) Ducluzeau, Ceramium pedicellatum J.Agardh, Ceramium polymorphum (Linnaeus) De Candolle, Ceramium repens Zanardini, Ceramium rubrum C.Agardh, Ceramium rubrum f. balticum Petersen, Ceramium rubrum f. divaricatum Petersen, Ceramium rubrum f. irregularis-subcorticatum Petersen, Ceramium rubrum f. modificatum Petersen, Ceramium rubrum f. proliferum (C.Agardh) Kjellman, Ceramium rubrum f. subtypicum Petersen, Ceramium rubrum var. liebetruthii Grunow, Ceramium rubrum var. pallens C.Agardh, Ceramium rubrum var. proliferum C.Agardh, Ceramium rubrum var. pygmaeum Sonder, Ceramium villosum Kützing, Conferva nodulosa Lightfoot, Conferva polymorpha Linnaeus, Conferva rubra Hudson, Polysiphonia polymorpha (Linnaeus) Duby, Ulva confervoides Linnaeus.